# المعهد السويسري للمعلوماتية الحيوية

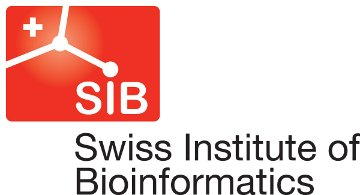
شعار المعهد السويسري للمعلوماتية الحيوية

المعهد السويسري للمعلوماتية الحيوية (بالإنجليزية:Swiss Institute of Bioinformatics) هو معهد أكاديمي لا يهدف للربح تأسس المعهد يوم 30 مارس عام 1998، ومهمته هو توفير الموارد المعلوماتية الحيوية الأساسية للمجتمع ويمارس أنشطتة في جميع أنحاد سويسرا.

## روابط خارجية
- الموقع الرسمي
- نظام تحليل البروتين للخبراء (Expert Protein Analysis System) بوابة الموارد المعلوماتية الحيوية للمعهد